# Bodil Francke Ohlsson
Karla Kerstin Bodil Francke Ohlsson, född Åkesson 6 juni 1934 i Lund, död 11 april 2021 i Genarps distrikt i Skåne län, var en politiker tillhörande Miljöpartiet och senare SPI. Hon var tidigare lokalpolitiker i Trelleborg och satt som riksdagsledamot 1994–1998.

## Biografi
Bodil Francke Ohlsson föddes år 1934 i Lund. Båda hennes föräldrar var lärare. I maj 1959 tog hon studentexamen vid Katedralskolan, där hon läst latinlinjen och 1958 tog hon filosofie kandidatexamen. Denna examen byggdes på med konstvetenskap 1976 och miljövård samt Lantbrukets naturresurs och miljöproblem 1990. 1959–1960 läste Francke Ohlsson vid Skolöverstyrelsens biblioteksskola i Stockholm och arbetade därefter som bibliotekarie vid stadsbiblioteket i Malmö, där hon efter några år placerades på stadsbibliotekets filial på UMAS.
1985 blev Francke Ohlsson varit lokalpolitiker för Miljöpartiet de gröna i Trelleborg, och under mandatperioden 1994–1998 ledamot i riksdagen, där hon efterträdde Per Gahrton i Utrikesutskottet.
Fick i utrikesminister Lena Hjelm-Walléns internationella arbete, det som fördelades bland utrikesutskottets ledamöter, hand om kontakterna med Vitryssland. Detta samarbete fortsatte flera år efter riksdagstiden, och omfattade medverkan i Sveriges kommuners samarbete med kommuner i Vitryssland. Dessutom hade Trelleborg miljösamarbete med staden Retjytsa, vars grannstad hade egna kontakter med gummifabriken i Trelleborg. Ett par skånska kommuner deltog också i det svensk-vitryska samarbetet.
Utrikesutskottets resa till Afrika med anledning av Sveriges kandidatskap till FN:s säkerhetsråd arrangerades i två resrutter. Francke Ohlsson hörde till den grupp som besökte länder i den östra delen av Afrika. Sista landet var Sydafrikanska unionen, där utskottet förenades i den sista arbetsinsatsen för att informera om vad Sverige önskade göra internationellt och globalt, om man röstades in i säkerhetsutskottet.
Francke Ohlsson lämnade Miljöpartiet de gröna 2001, och representerade 2002–2010 pensionärspartiet SPI lokalt i Trelleborgs fullmäktige, kommunstyrelsen och stiftsfullmäktige i Lund. I Trelleborgs riksdagsval 2014 fick hon 4,42% av SPI:s röster. Den 20 januari 1979 gifte hon sig med Bertil Ohlsson. Hon är begravd på Norra kyrkogården i Lund.